# Malala Yousafzai
Malala Yousafzai (paixtu: ملاله یوسفزۍ)  (Mingora, 12 de juliol de 1997) és una estudiant, activista i bloguera pakistanesa. Actualment, resideix al Regne Unit.
Va ser la noia més jove a rebre el Premi Nobel de la Pau el 2014 per defensar i lluitar a favor de l'educació de les dones. A més, va crear la Fundació Malala i avui dia encara és defensora dels drets civils de les dones a tot el món.

## Vida
Va néixer a Mignora, la ciutat més gran de la Vall de Swat, actualment a la província del Pakistan de Khyber Pakhtunkhwa. És la filla de Ziauddin i Tor Pekai Yousafzai i té dos germans més petits. Malala parla paixtu, urdú i anglès.
Des de ben petita, Malala ha estat envoltada pel món de l'educació. Durant molts anys, el seu pare, gran defensor del món de l'educació, va dirigir una escola pública a la seva ciutat.
És coneguda pel seu activisme a favor dels drets dels civils, especialment dels drets de les dones a la vall del riu Swat, on el règim talibà va prohibir l'assistència a l'escola de les nenes.
A l'edat de 13 anys, Yousafzai va aconseguir notorietat en escriure un blog per a la BBC sota el pseudònim Gul Makai, explicant la seva vida sota el règim del Tehrik i Taliban Pakistan (TTP) i els seus intents de recuperar el control de la vall després que l'ocupació militar els obligués a sortir a les zones rurals. Els talibans van obligar a tancar les escoles privades i es va prohibir l'educació de les nenes entre 2003 i 2009.
En 2016, National Geographic estrena un documental sobre el Nobel de la Pau Malala Yousafzai anomenat He Named Me Malala (dirigit per Davis Guggenheim, premiat amb un Oscar per An Inconvenient Truth) relata la vida extraordinària de la jove: des de la seva estreta relació amb el seu pare, inspiració del seu amor per l'educació, fins als seus apassionats discursos a l'ONU.
La història de Malala és una determinació i dignitat. El seu activisme i el seu coratge en favor de l'educació de les nenes, les dones i totes les persones, ha impulsat molta gent a tot el món a lluitar pels seus drets. A més, a través de diversos mitjans de comunicació va realitzar discursos arreu del món on parlava de la seva història. Tal com s'explica en l'article Identity Constructions Through Media Discourses. on s'analitzen els discursos de Malala durant dues fases importants de la seva vida: quan va ser víctima dels talibans i quan va guanyar el Premi Nobel de la Pau

### Atemptat
Tot va succeir el 9 d'octubre de 2012 a Mingora, quan va sortir de l'escola, com qualsevol altre dia i va pujar a l'autobús per tornar a casa. Durant el trajecte, dos homes talibans van atracar l'autobús on anaven la Malala i les seves amigues. Aleshores, aquests van preguntar qui era Malala i la van disparar amb un fusell que li va impactar al crani i el coll. Els talibans justificaven aquest fet com una ideologia de la religió de l'islam, que prohibia que les dones anessin a l'escola.
Malala va ser traslladada en helicòpter a un hospital militar on va ser intervinguda quirúrgicament. El món va reaccionar amb horror. El seu pare Ziauddin Yousafzai, es va preparar per al pitjor, però després de diverses setmanes en coma, Malala va sobreviure i, encara que les bales dels talibans li van canviar la vida per sempre, no van fer efecte en la seva determinació de lluitar perquè les joves de la vall de Swat puguin tenir accés a una educació gratuïta i obligatòria.
Als voltants de l'escola on estudien les joves agredides, centenars de persones van sortir al carrer a protestar pel fet i els mitjans pakistanesos li van donar una àmplia cobertura. El 10 d'octubre de 2012, el ministre de l'Interior del Pakistan, Rehman Malik, va dir que el pistoler que havia disparat a Yousafzai havia estat identificat i avui dia ha estat jutjat.
L'atemptat va suscitar la condemna internacional i Malala Yousafzai va rebre el suport d'Asif Ali Zardari, Raja Pervaiz Ashraf, Susan Rice, Desmond Tutu i Ban Ki-moon, Barack Obama, Hillary Rodham Clinton, Laura Welch Bush i Madonna. Finalment, el 15 d'octubre del 2012 va ser traslladada a l'Hospital Reina Elisabet de Birmingham, al Regne Unit, per a seguir amb la seva recuperació.

### Fundació Malala

Creada per Malala Yousafzai

Després de rebre el Premi Nobel de la Pau, Malala va crear una fundació que porta el seu nom al Regne Unit, Malala Fund.
Inspirada en la lluita de Malala, aquesta fundació defensa l'educació secundària per a les nenes i dona visibilitat a les noies adolescents de tot el món.
La Fundació Malala ajuda a fer que les nenes rebin una educació mitjançant NairoBits, una organització sense ànim de lucre amb base en Nairobi que proporciona educació en tecnologia de la informació i les comunicacions a joves marginats.
El suport d'aquesta fundació permet a noies adolescents que no van a l'escola inscriure's en els programes NairoBits, inclosos cursos sobre contingut multimèdia, disseny i desenvolupament web, emprenedors, salut reproductiva i habilitats per a la vida.
La Fundació Malala és l'oportunitat que té tothom de millorar la vida dels milions de nenes que existeixen.
“No soc una sola veu, en soc moltes”, deia la Malala Yousafzai.

## Llibres publicats
- 2013. I am Malala.

En les primeres pàgines del llibre, Malala relata sobre el dia en què va néixer, en què treballaven els seus pares o com van decidir el seu nom.
També conta que on vivia celebraven el naixement d'un nen, però que era una desgràcia quan naixia una nena. Una cita del seu llibre I am Malala menciona el següent:
“Era una nena en una terra en la qual es disparen rieles a l'aire per a celebrar l'arribada d'un fill home, mentre que a les filles se les oculta darrere d'una cortina i la seva funció en la vida no és més que preparar el menjar i procrear” (Yousafzai, 2013, p. 21)
- 2017. El llapis màgic de la Malala[16]

Malala era una noia que des de ben petita somiava de canviar el seu món. Al cap dels anys, la seva vida va canviar de debò i es va convertir en una lluitadora i activista defensora dels drets de l'educació de les noies. Va agafar un llapis i un paper i va començar a escriure sobre els desafiaments que s'havia d'enfrontar, i les seves paraules van arribar a gent de tot el món, per això diu que el llapis és màgic pel fet que va poder fer realitat el seu somni, canviar el món.

## Dates rellevants
- 1997. Neix a Mingora, Pakistan el 12 de juliol. El seu pare Ziauddin Yousafzai, li dona la benvinguda cosa que mai es fa amb les noies, només amb els nois.
- 2008. El seu pare, Ziauddin Yousafzai, funda una escola a la vall de Swat. Els talibans, però, a més de prohibir l'accés a les teelcomunicacions, prohibeixen l'escolarització de les noies.
- 2009. Malala escriu un bloc anònim per a la BBC sobre la seva vida sota el règim talibà, amb el pseudònim Gul Makai.
- 2010. La seva identitat és descoberta en entrevistes televisives i a un documental.
- 2011. És nomindada al Premi Internacional de la Pau per als nens.
- 2012. Intent d'assassinat dels Talibans.
- 2013. Nominada al Premi Nobel de la Pau.
- 2014. Guanyadora del Premi Nobel de la Pau.
- 2017. Malala aconsegueix una plaça a la Universitat d'Oxford per realitzar la triple llicenciatura de Filosofia, Política i Economia.
- 2018. A l'abril, Malala torna de visita al seu poble de Pakistan, per primer cop després del seu atemptat i explica textualment: «vaig marxar de Swat amb els ulls tancats i ara hi torno amb els ulls oberts».

## Col·laboracions
- L'UNICEF va condemnar l'atemptat i va demanar a totes les parts que s'unissin al treball diari de respectar i fer respectar els drets de tots els nens, entre els quals l'accés a l'educació en un ambient segur i protector.[17]
- ONU. Des de Nova York, Malala va incrementar els esforços per garantir el dret d'anar a l'escola a tots els nens i nenes.[18]
- La BBC va ser el primer mitjà de comunicació on Malala va explicar la seva història perquè tothom la conegués, tot i que les primeres publicacions es van fer de manera anònima.

## Premis
Malala va rebre el Premi Nacional per la Pau el 2011 que atorga el Pakistan, per la defensa de l'educació de les nenes. El grup pro drets infantils KidsRights Foundation incloguí Yousafzai entre els nominats per al Premi Internacional dels Nens per la Pau, cosa que la convertí en la primera menor a ser-hi nominada.
El maig de 2013 fou guardonada amb el Premi Internacional Catalunya «per la seva determinació i el seu coratge en la defensa dels drets humans».
El 10 d'octubre de 2014 va rebre el Premi Nobel de la Pau, juntament amb l'activista indi Kailash Satyarthi.

## Reflexions
Durant la gala del Premi Nobel de la Pau, quan va recollir el reconeixement per la seva lluita i implicació per defensar el dret de la dona a l'educació, en el seu discurs cita textualment:
“El 9 d'octubre de 2012, els talibans em va disparar a la part esquerra del front. Van disparar també a les meves amigues. Pensaven que les bales ens silenciarien, però s'equivocaven. D'aquell silenci van sorgir milers de veus. La debilitat, la por i la desesperació van morir. La força, el poder i el coratge van néixer.”
En una entrevista a Malala en el programa "El Objectivo" de la cadena televisiva espanyola La Sexta, on li pregunten sobre com li van els seus estudis i ella respon, citant textualment:
« Vull una educació per a tots i per a mi també. Per això dic:
" Si vull veure com tots els nens van a l'escola, he de treballar molt fort per demostrar que l'educació és important per a mi i per a tothom."
"Tinc dret a l'educació, a jugar, a cantar, a anar al mercat, a què s'escolti la meva veu”, deia Malala.